# Campeonato de Fútbol de Costa Rica 1967
El Campeonato de Fútbol de 1967, fue la edición número 48 de Liga Superior de Costa Rica en disputarse, organizada por la FEDEFUTBOL. 
El alajuelense Errol Daniels impone el récord de lograr 42 goles en el campeonato. El récord perduró hasta el año 2003, cuando el uruguayo Claudio Ciccia lo igualó.
Alajuelense anota el mayor número de goles de la historia hasta el momento, con 96 goles en un solo campeonato.
Se dio el inicio de uno de los equipos más recordados del fútbol nacional, con el denominado Ballet Azul del Cartaginés, liderado por Rigoberto Rojas, Walford “Wally” Vaunghs, Leonel Hernández y José Manuel Villalobos, entre otros jugadores.

## Equipos participantes
| Provincia  | N.º | Equipos                                  |
| ---------- | --- | ---------------------------------------- |
| San José   | 4   | Saprissa, Orión, Barrio México y Uruguay |
| Alajuela   | 2   | Alajuelense y San Carlos                 |
| Cartago    | 1   | Cartaginés                               |
| Heredia    | 1   | Herediano                                |
| Puntarenas | 1   | Puntarenas                               |
| Limón      | 1   | Limón                                    |

## Formato del Torneo
El torneo disputado a cuatro vueltas. Los equipos debían enfrentarse todos contra todos. El descenso directo sería para el que obtuviera el último lugar al final del torneo..

## Tabla General
| Equipo | Pts | PJ | PG | PE | PP | GF | GC | DG  |
| --- | --- | -- | -- | -- | -- | -- | -- | --- |
| Deportivo Saprissa | 59  | 36 | 26 | 7  | 3  | 95 | 34 | +61 |
| Liga Deportiva Alajuelense | 58  | 36 | 26 | 6  | 5  | 96 | 31 | +65 |
| Puntarenas F.C. | 42  | 36 | 17 | 8  | 11 | 57 | 47 | +10 |
| Asociación Deportiva San Carlos | 37  | 36 | 12 | 13 | 11 | 51 | 56 | -5  |
| Club Sport Cartaginés | 31  | 36 | 13 | 5  | 18 | 52 | 65 | -13 |
| Club Sport Herediano | 29  | 36 | 12 | 5  | 19 | 53 | 64 | -11 |
| Asociación Deportiva Barrio México | 27  | 36 | 10 | 7  | 19 | 34 | 52 | -18 |
| Limón F.C. | 27  | 36 | 8  | 11 | 17 | 58 | 81 | -23 |
| Orión F.C. | 27  | 36 | 8  | 11 | 17 | 48 | 78 | -30 |
| Club Sport Uruguay de Coronado | 23  | 36 | 8  | 7  | 21 | 47 | 83 | -36 |
| Pts – Puntos; PJ – Partidos Jugados; PG - Partidos Ganados; PE - Partidos Empatados; PP - Partidos Perdidos; GF – Goles a Favor; GC – Goles en Contra; DG – Diferencia de Goles |     |    |    |    |    |    |    |     |

|  |                  |
|  | Campeón Nacional |

|  |                                     |
|  | Descenso Directo a Segunda División |

| Campeón Deportivo Saprissa Campeonato #7 |

Planilla del Campeón: Mario Pérez, Giovanni Rodríguez, Walter Elizondo, Heriberto Rojas, Luis Chacón, Luis Aguilar, Francisco "Chico" Hernández, Róger Fernández, Eduardo Umaña, Fernando "El Príncipe" Hernández, Juan León, Jaime Grant, Arnulfo "Coyolito" Montoya, Víctor Manuel Ruiz, Rodolfo Umaña, William Quirós, Carlos García, Eduardo Chavarría, Jorge Monge, Germán Sánchez, Miguel Cortés, Víctor Quesada, Fernando Solano.

## Goleadores
| Jugador            | Equipo             | Goles |
| ------------------ | ------------------ | ----- |
| Errol Daniels      | Alajuelense        | 42    |
| Eduardo Chavarría  | Deportivo Saprissa | 23    |
| Víctor Manuel Ruiz | Deportivo Saprissa | 21    |
| Guillermo Elizondo | Herediano          | 20    |
| Roy Sáenz          | Deportivo México   | 19    |
| Vicente Wanchope   | Limonense          | 19    |
| Edgar Núñez        | Alajuelense        | 17    |
| Leonel Hernández   | Cartaginés         | 17    |
| Reynaldo Mullings  | Limonense          | 14    |

## Descenso
| Descenso campeonato 1967      | Descenso campeonato 1967 |
| ----------------------------- | ------------------------ |
| Descendido a Segunda División | Uruguay de Coronado      |
| Ascenso a Primera División    | Ramonense                |

## Torneos
| Predecesor: Campeonato 1966 | Liga Superior de Costa Rica Campeonato 1967 | Sucesor: Campeonato 1968 |